# Adam Sandler’s Love Boat
Adam Sandler’s Love Boat (Originaltitel: Going Overboard) ist eine US-amerikanische Filmkomödie von Valerie Breiman mit Adam Sandler in seiner ersten Hauptrolle aus dem Jahr 1989. Der Film wurde erst im Dezember 2008 synchronisiert und erschien im Januar 2009 in Deutschland auf DVD.

## Handlung
Schecky Moskowitz ist Kellner auf einem Kreuzfahrtschiff. An Bord sind auch eine Menge Schönheitsköniginnen, der exzentrische Rockstar Croaker und der Schiffskomiker Dickie Diamond. Während Dickie mit schlechten Witzen die Frauen um sich schart, ist Schecky mit seinem Leben unzufrieden. Er hat keinen Erfolg bei Frauen, hat kein Selbstvertrauen und hält sich für den mit Abstand besseren Komiker. Auch der Rockstar Croaker, der sehr ungepflegt aussieht, kann sich vor Verehrerinnen kaum retten und nagt an Scheckys Selbstbewusstsein. Versuche, Dickie in einem Gespräch zu überzeugen, dass er einmal im Vorprogramm auftreten darf, enden mit schroffen Abweisungen. Sein bester Freund Bob, ebenfalls Kellner, muss andauernd als Testzuhörer für Scheckys Witze herhalten.
In unzähligen Tagträumen stellt sich Schecky ständig als erfolgreichen Komiker und Frauenheld vor. Seine Chance bekommt er, als Dickie für tot gehalten wird. Dieser lehnte sich betrunken über die Reling und verlor dabei seinen Hut. Seine Freundin Ellen, die Miss Australien, entdeckt den Hut auf dem Wasser und ist der Meinung, dass Dickie über Bord gegangen ist. Der hingegen hat sich in seiner Toilette eingeschlossen und kommt aufgrund einer klemmenden Tür nicht mehr heraus. Während der Begräbniszeremonie erscheint Schecky König Neptun, der ihn in seinen Zielen bestärkt. Zwischenzeitlich hat General Noriega aus Panama zwei Terroristen auf die Miss Australien angesetzt, weil die ihn in einem Interview als ekelhaft und ungepflegt betitelt hat. Während die zwei Killer das Schiff entern, ersetzt Schecky mit zunehmendem Erfolg den Komiker Dickie.
In einer chaotischen Verfolgungsjagd durch das gesamte Schiff stellt sich Ellen freiwillig den zwei Terroristen und entschuldigt sich für ihre Aussagen, was die Situation jedoch nicht ändert. Bob befreit sie. Daraufhin erscheint Schecky wieder König Neptun, diesmal mit seiner Tochter Slimy, die sich in ihn verliebt hat. Beide küssen sich in der Abendsonne.

## Kritik
„Eher müde Komödie aus der Frühzeit von Adam Sandler, in der nur wenige Gags zünden.“

„Adam Sandler bewegt sich auf den Spuren von Comedians der 50er wie Jerry Lewis oder Henny Youngman, und Varieté-Urgestein Milton Berle hat gar einen launigen Gastauftritt als Himself in diesem ansonsten recht zahnlosen und einfältigen Dummenklamauk im Traumschiffambiente aus der frühen Karrieresteinzeit des hauptagierenden Hollywoodstars. Billy Zane und Burt Young sind in Nebenrollen kaum zu erkennen oder anderweitig verschenkt, und auch die später typische Sandler-Figur schimmert erst entfernt durch den Grimassenklamauk.“